# Stadtgefängnis Quezon
Das Stadtgefängnis Quezon (Quezon City Jail) befindet sich in Quezon City nordöstlich von Manila, Philippinen, in der National Capital Region (NCR) und untersteht dem Bureau of Jail Management and Penology (BJMP).
Das Gefängnis wurde für 800 Insassen ausgelegt. Mit 3800 Strafgefangenen sitzen dort fast fünfmal so viele Menschen ein wie geplant. 2014 kam es unter den Gefangenen zu einem Aufstand und zu einer Geiselnahme, bei der 42 Personen als Geiseln genommen wurden.
Aus weiteren in der National Capital Region gelegenen Gefängnissen des BJMP wie Navotas City Jail und Las Piñas City Jail werden ebenfalls Überfüllung und Gefängnisaufstände berichtet.